# Erisphex philippinus
Erisphex philippinus är en fiskart som först beskrevs av Fowler, 1938.  Erisphex philippinus ingår i släktet Erisphex och familjen Aploactinidae. Inga underarter finns listade i Catalogue of Life.